# Newport News

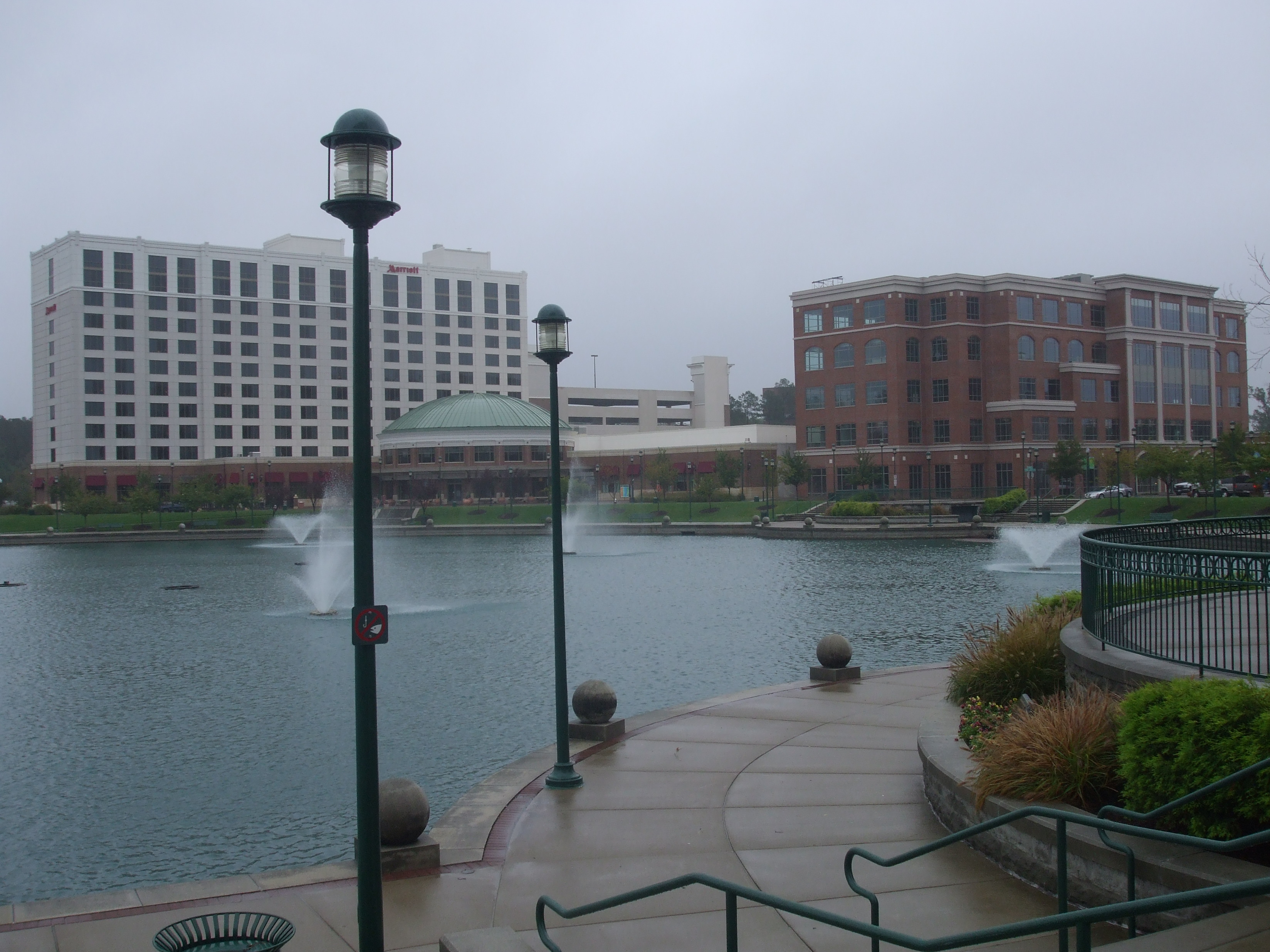
Část Oyster Point ve městě Newport News

Newport News je město ve státě Virginie ve Spojených státech amerických. Je jedním z 38 nezávislých měst ve Virginii, které nejsou součástí žádného okresu. Založeno bylo v roce 1896 na Virginském poloostrově, v roce 2020 zde žilo 186 tisíc obyvatel. Na východě sousedí s nezávislým městem Hampton, na severovýchodě a severu s okresem York County a na severozápadě s okresem James City County. Město Newport News je součástí metropolitní oblasti Hampton Roads (Virginia Beach-Norfolk-Newport News, VA-NC MSA).
Ve městě se nacházejí významné loděnice Newport News Shipbuilding.